# Giacomo Ricci
Giacomo Ricci (Milán, Italia; 30 de marzo de 1985) es un piloto de automovilismo italiano. Compitió en GP2 Series desde 2008 hasta 2010, logrando una victoria en su último año.

## Carrera

### Fórmula BMW
Durante los años 2001 y 2002, estuvo compitiendo en la fórmula BMW.

### Fórmula Renault
Ricci compitió en una carrera del Campeonato de Italia de Fórmula Renault en 2001, y compitió en las rondas de la serie de dos litros de Alemania y la Copa de Europa en 2002. Para el año 2003 dio un paso hacia la categoría de motor más pequeño de la serie española de Fórmula Junior 1600, terminando cuarto en el campeonato. También condujo en un campeonato de la América del Norte durante el año. En 2004 se impulsó ocho carreras de la World Series by Nissan (que comparten los mismos dueños de Renault, el campeonato que se renombró como las World Series by Renault, el año siguiente). 

### Fórmula 3000
De 2004 a 2007, Ricci se fue a la serie F3000, conocida también como Fórmula 3000, de Italia de Fórmula 3000 y la Euroseries 3000. Después de comenzar a no puntuar ningún punto en cuatro carreras en 2004, mejoró en el tercer lugar en la clasificación en 2005. En 2006, estuvo con el equipo Fisichella Motorsport, ganó el campeonato con cinco victorias y podios trece años. Para 2007 sólo compitieron en las rondas seleccionados y terminó quinto en el campeonato, optó por centrar sus intenciones en América del Norte basado en el automovilismo de ese año.

### Champ Car Atlantic
En 2007 terminó en el sexto lugar en el campeonato. Fue el tercer mejor clasificado novato en 2007, detrás de Franck Perera y Robert Wickens. Luego en 2008 compitió en el International GT Open.

### GP2 Series
Ricci se marchó a la GP2 Series en 2008 para reemplazar al lesionado Michael Herck en el equipo de David Price Racing para las primeras rondas del campeonato, debido al hecho de que el piloto rumano se había roto la muñeca en los últimos GP2 Asia Series. Su compañero de equipo era el brasileño Diego Nunes. Fue reemplazado por Andy Soucek después de las primeras dos rondas del campeonato.
Ricci después compitió en la primera ronda de la temporada 2008-09 de GP2 Asia Series para el equipo Trident Racing. Posteriormente, fue reemplazado por Alberto Valerio, así que se trasladó de nuevo a partir de la segunda ronda.
Ricci continuó con DPR en la temporada 2009 de GP2 Series, uniéndose con Herck ese momento. Ricci acabó sólo tres de las siete carreras que comenzó y fue sustituido para las rondas de Nürburgring por el expiloto de IndyCar Series Franck Perera.
Ricci regresó para la temporada 2009-10 de GP2 Asia Series, y después de un doble abandono en la primera ronda de Abu Dhabi, Ricci obtuvo sus primeros puntos en la serie GP2, después de terminar quinto en la segunda ronda en Abu Dhabi. Añadió su primer podio al día siguiente, terminando tercero por detrás de su compañero Herck y el ganador de la carrera Davide Valsecchi. En 2010 hace una temporada buena, pero es sustituido por Fabrizio Crestani.

## Resultados

### GP2 Asia Series
(Clave) (negrita indica pole position) (cursiva indica vuelta rápida puntuable)

| Año     | Escudería          | 1    | 1    | 2    | 2    | 3    | 3    | 4    | 4    | 5   | 5   | 6    | 6    | Pos. | Puntos | Ref.  |
| ------- | ------------------ | ---- | ---- | ---- | ---- | ---- | ---- | ---- | ---- | --- | --- | ---- | ---- | ---- | ------ | ----- |
| 2008-09 |                    | SHA  | SHA  | DUB  | DUB  | SAK1 | SAK1 | LOS  | LOS  | KUA | KUA | SAK2 | SAK2 | 27.º | 0      | [ 1 ] |
| 2008-09 | Trident Racing     | 13   | Ret  |      |      |      |      |      |      |     |     |      |      | 27.º | 0      | [ 1 ] |
| 2008-09 | David Price Racing |      |      | 13   | C    | Ret  | 16   | Ret  | 13   | 16  | 15  | 11   | 10   | 27.º | 0      | [ 1 ] |
| 2009-10 | DPR                | YMC1 | YMC1 | YMC2 | YMC2 | SAK1 | SAK1 | SAK2 | SAK2 |     |     |      |      | 3.º  | 29     | [ 2 ] |
| 2009-10 | DPR                | Ret  | Ret  | 5    | 3    | 4    | 2    | 5    | 1    |     |     |      |      | 3.º  | 29     | [ 2 ] |

### GP2 Series
(Clave) (negrita indica pole position) (cursiva indica vuelta rápida puntuable)

| Año  | Escudería          | 1   | 1   | 2   | 2   | 3   | 3   | 4   | 4   | 5   | 5   | 6   | 6   | 7   | 7   | 8   | 8   | 9   | 9   | 10  | 10  | Pos. | Puntos | Ref.  |
| ---- | ------------------ | --- | --- | --- | --- | --- | --- | --- | --- | --- | --- | --- | --- | --- | --- | --- | --- | --- | --- | --- | --- | ---- | ------ | ----- |
| 2008 | David Price Racing | BAR | BAR | EST | EST | MON | MON | MAG | MAG | SIL | SIL | HOC | HOC | BUD | BUD | VAL | VAL | SPA | SPA | MNZ | MNZ | 31.º | 0      | [ 3 ] |
| 2008 | David Price Racing | 16  | Ret | Ret | 11  |     |     |     |     |     |     |     |     |     |     |     |     |     |     |     |     | 31.º | 0      | [ 3 ] |
| 2009 | David Price Racing | BAR | BAR | MON | MON | EST | EST | SIL | SIL | NÜR | NÜR | BUD | BUD | VAL | VAL | SPA | SPA | MNZ | MNZ | ALG | ALG | 27.º | 0      | [ 4 ] |
| 2009 | David Price Racing | Ret | 15  | 14  | Ret | Ret | Ret | 17  | DNS |     |     |     |     |     |     |     |     |     |     |     |     | 27.º | 0      | [ 4 ] |
| 2010 | David Price Racing | BAR | BAR | MON | MON | EST | EST | VAL | VAL | SIL | SIL | HOC | HOC | BUD | BUD | SPA | SPA | MNZ | MNZ | YMC | YMC | 13.º | 16     | [ 5 ] |
| 2010 | David Price Racing | 2   | 8   | 17  | Ret | Ret | 17  | Ret | Ret | 13  | 12  | 16† | 11  | 8   | 1   |     |     |     |     |     |     | 13.º | 16     | [ 5 ] |